# Neil Arnott
Neil Arnott (Arbroath, 15 maggio 1788 – Londra, 2 marzo 1874) è stato un medico scozzese, vincitore della medaglia Rumford nel 1854, alunno di Everard Home, cofondatore dell'università di Londra e fellow della Royal Society.

## Opere

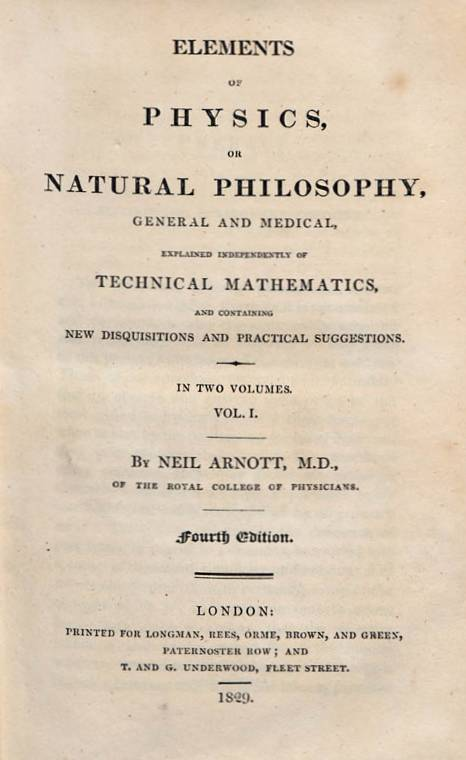
Elements of physics, 1829

- (EN) Elements of physics, vol. 1, 4ª ed., London, Longman & Rees & Orme & Brown & Green, Thomas Underwood, George Underwood, John Lewis Cox, 1829.
- (EN) Elements of physics, vol. 2, 4ª ed., London, Longman & Rees & Orme & Brown & Green, Thomas Underwood, George Underwood, John Lewis Cox, 1829.